# Gordiacea oculata
Gordiacea oculata är en insektsart som först beskrevs av Melichar 1903.  Gordiacea oculata ingår i släktet Gordiacea och familjen vedstritar. Inga underarter finns listade i Catalogue of Life.